# ماسا مارتانا
ماسا مارتانا (به ایتالیایی: Massa Martana) یک کومونه در ایتالیا است که در استان پروجا واقع شده‌است.

## خصوصیات
ماسا مارتانا ۷۸٫۱۱ کیلومترمربع مساحت و ۳٬۸۳۹ نفر جمعیت دارد و ۳۵۱ متر بالاتر از سطح دریا واقع شده‌است.

## خواهرخوانده
شهرهای Gmina Bystrzyca Kłodzka و Ústí nad Orlicí خواهرخوانده‌های ماسا مارتانا هستند.